# Distretto di Tizi Ouzou
Il distretto di Tizi Ouzou è un distretto della provincia di Tizi Ouzou, in Algeria.

## Comuni
Il distretto di Tizi Ouzou comprende 1 comune:
- Tizi Ouzou